# 萨克蒂
萨克蒂（Sakti），是印度恰蒂斯加尔邦Janjgir-Champa县的一个城镇。总人口20225（2001年）。

## 人口
该地2001年总人口20225人，其中男性10383人，女性9842人；0—6岁人口2631人，其中男1422人，女1209人；识字率70.25%，其中男性为78.72%，女性为61.32%。